# Baltic Yachts

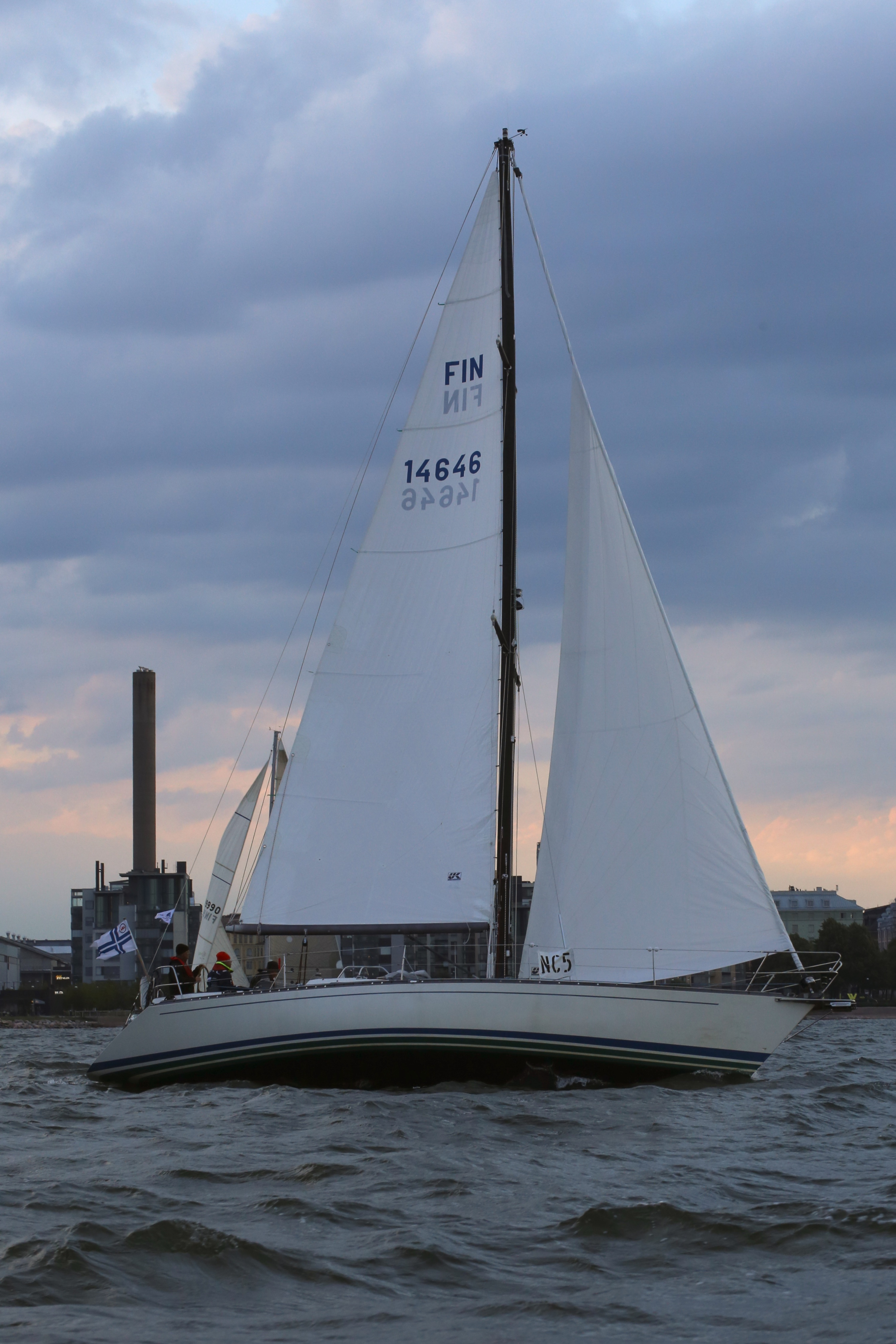
S-Y Aino 3, FIN-14646, Baltic 38 (28585398454)

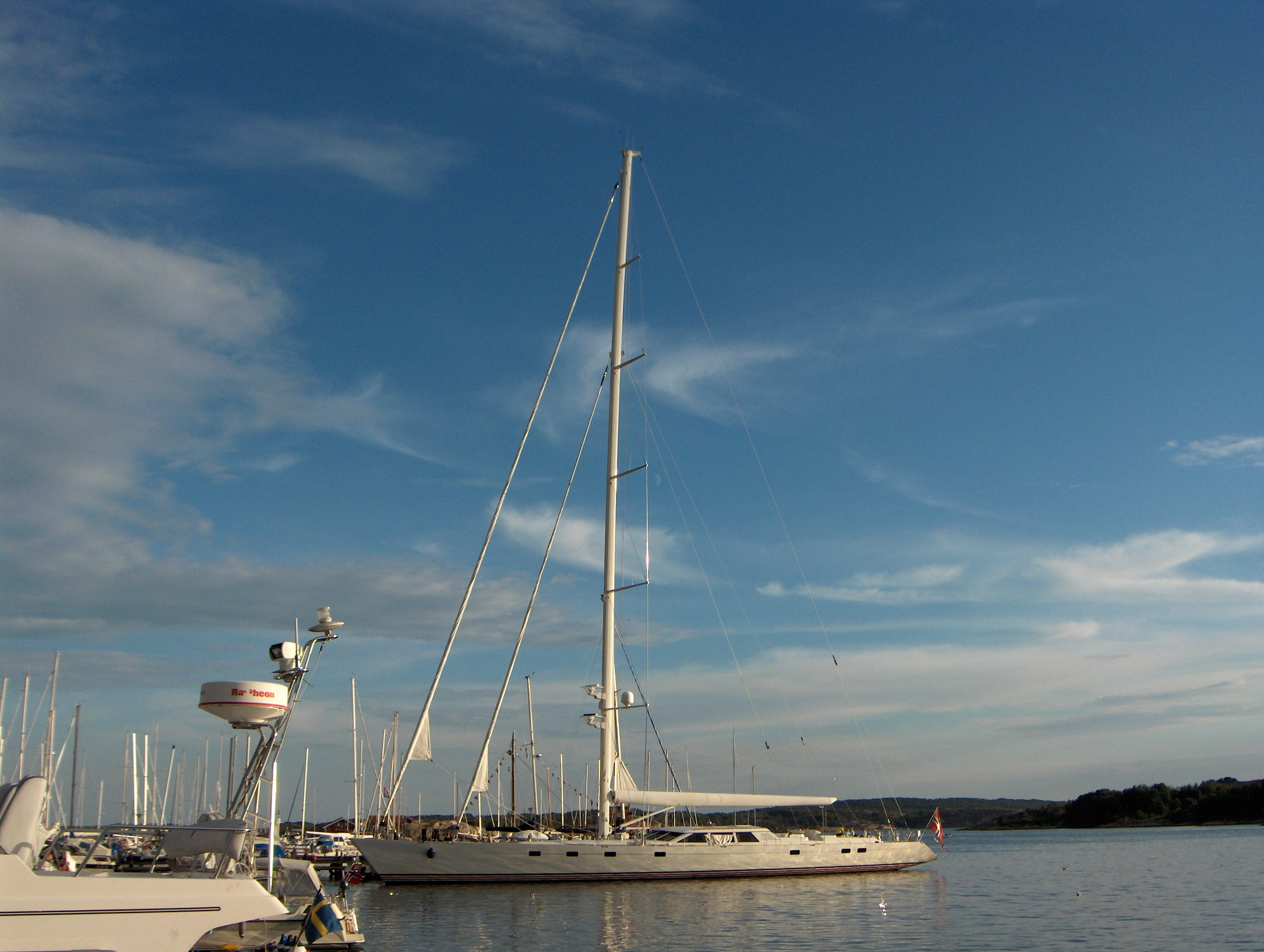
SY Canica in Grebbestad

Baltic Yachts ist ein 1973 gegründeter Hersteller von Luxus-Segelyachten mit Sitz in Jakobstad, Finnland.

## Geschichte
Baltic Yachts entstand 1973, als fünf junge Fachleute Nautor’s Swan verließen, um ihr eigenes Unternehmen zu gründen. Zu dieser Zeit wurden die meisten Segelbootrümpfe aus versiegeltem Laminat hergestellt. Die Bootsbauer, die Nautor verließen, wollten leichtere und leistungsfähigere Yachten herstellen, und zwar mit Hilfe der Sandwich-Technologie. Bei Baltic wurden die Rümpfe als Verbundkonstruktion mit Balsaholz als Kern gebaut. Das Ergebnis war eine leichtere und steifere Struktur mit besseren Isolationseigenschaften. Das Unternehmen war von 1977 bis 1991 im Besitz der finnischen Werft Hollming.
Baltic Yachts baute die weltweit größte Ketsch in Verbundbauweise, die 2011 fertiggestellt wurde und den Namen Hetairos erhielt. Sie war 59,9 Meter lang und hatte einen Süllrand von 66,7 Metern. Der Arbeitsname des Schiffes war Panamax.
Im Jahr 2013 ging Baltic Yachts zu 80 % in den Besitz der deutschen Ottobock-Gruppe über, die orthopädische Hilfsmittel herstellt. Im Laufe der Jahre hatte der Vorstandsvorsitzende Hans Georg Näder sechs Schiffe bei Baltic Yachts bestellt, darunter die Pink Gin VI, die größte aus mit Kohlenstofffasern verstärktem Kunststoff gebaute Schaluppe der Welt, ein Einmastsegler. Er verkaufte die Yacht im Juni 2023.
Baltic Yachts hat im November 2023 seinen 50. Geburtstag gefeiert.
Seit Februar 2024 ist Tom von Bonsdorff neuer CEO von Baltic Yachts.

## Standorte
Baltic Yachts hat zwei Niederlassungen in Österbotten. Die ursprüngliche Werft befindet sich in Larsmo und 2009 eröffnete Baltic Yachts eine große Werfthalle in Jakobstad, im Hafen von Alholmen. In Palma de Mallorca unterhält Baltic eine Wartungswerft mit 18 Mitarbeitern.